# Маринівка (Покровський район)
Мари́нівка — село в Україні, у Новогродівській міській громаді Покровського району Донецької області.

## Географія
Село Маринівка розташоване за 48 км від обласного центру та 22 км від  адміністративного центру району проходить автошляхом міжнародного значення М30E50. Село межує із територією міст Новогродівка та Селидове Донецької області.

## Історія
Село засноване в межах менонінтської колонії Мемрик, як Нордгейм 1885 року.
На землі площею 960 десятин, розмістилося 32 фермерські господарства (кожне по 30 десятин). Садиби стояли по обидва боки від головної вулиці села. Нордгейм був найбіднішим селом колонії Мемрик. Земля, яку дістало село, колись оброблялася, а пізніше була залишена.
Місцеві мешканці мали проблеми з водопостачанням Для того, щоб отримати воду, приходилося копати колодязі завглибшки 30 м. З часом умови ведення господарства трохи поліпшилися.
Мешканці зводили будинки з цегли-сирцю. З такої цегли 1887 року була збудована школа. Пізніше будинок школи перебудували.
1894 року село назвали Маринівкою. Після 1930 року воно стало частиною великого колгоспу. Під час війни більша частина села була зруйнована.
7 (20) листопада 1917 року, відповідно до Третього Універсалу Української Центральної Ради, увійшло до складу Української Народної Республіки.
З 12 червня 2020 року село у складі Новогродівської міської громади.

## Населення
| Рік  | Кількість населення |
| ---- | ------------------- |
| 1911 | 203                 |
| 1919 | 205                 |
| 1926 | 252/250 німці       |
| 1941 | 405                 |

### Мова
Розподіл населення за рідною мовою за даними перепису 2001 року:
| Мова       | Кількість | Відсоток |
| ---------- | --------- | -------- |
| російська  | 225       | 67.16%   |
| українська | 110       | 32.84%   |
| Усього     | 335       | 100%     |

За даними перепису 2001 року населення села становило 335 осіб, із них 32,84 % зазначили рідною мову українську та 67,16 % — російську.